# 信乡侯国
信乡侯国，西汉时设置的侯国。
本始四年（前70年），汉宣帝封清河纲王子刘豹为信乡侯，置信乡侯国，治所在今山东省夏津县西。属清河郡。东汉省。